# Liechtenstein na Zimowych Igrzyskach Olimpijskich 2018

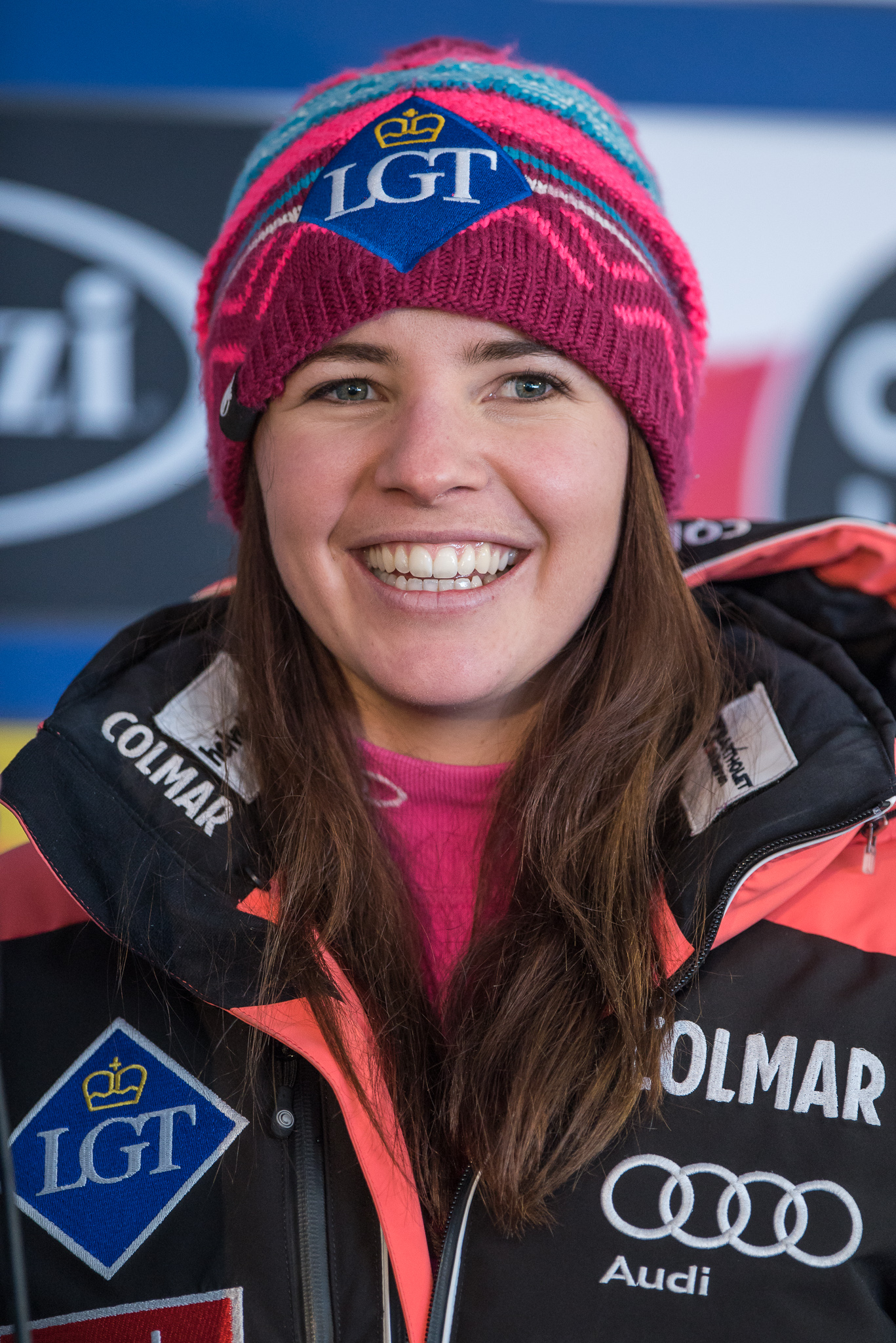
Tina Weirather – brązowa medalistka olimpijska w supergigancie

Liechtenstein na Zimowych Igrzyskach Olimpijskich 2018 – występ kadry sportowców reprezentujących Liechtenstein na igrzyskach olimpijskich w Pjongczangu w 2018 roku.
W kadrze znalazło się troje zawodników – dwóch mężczyzn i jedna kobieta. Reprezentanci Liechtensteinu wystąpili w dziewięciu konkurencjach w dwóch dyscyplinach sportowych – biegach narciarskich i narciarstwie alpejskim.
Chorążym reprezentacji Liechtensteinu podczas ceremonii otwarcia igrzysk był Marco Pfiffner, a podczas ceremonii zamknięcia rolę chorążego pełnił wolontariusz z komitetu organizacyjnego igrzysk. Reprezentacja Liechtensteinu weszła na stadion jako 16. w kolejności, pomiędzy ekipami z Litwy i Madagaskaru.
Był to 19. start reprezentacji Liechtensteinu na zimowych igrzyskach olimpijskich i 36. start olimpijski, wliczając w to letnie występy.
Po raz pierwszy od igrzysk w Calgary w 1988 roku reprezentacja Liechtensteinu zdobyła medal olimpijski. W alpejskim supergigancie kobiet brązowy medal dla tego kraju wywalczyła Tina Weirather. Z tym dorobkiem Liechtenstein uplasował się na 28. miejscu w klasyfikacji medalowej igrzysk, ex aequo z Kazachstanem i Łotwą.

## Statystyki według dyscyplin
| Lp.     | Dyscyplina            | Mężczyźni | Kobiety | Łącznie |
| ------- | --------------------- | --------- | ------- | ------- |
| 1       | Biegi narciarskie     | 1         | –       | 1       |
| 2       | Narciarstwo alpejskie | 1         | 1       | 2       |
| Łącznie | Łącznie               | 2         | 1       | 3       |

## Zdobyte medale
| Medal | Zawodnik       | Dyscyplina            | Konkurencja        | Data      |
| ----- | -------------- | --------------------- | ------------------ | --------- |
| Brąz  | Tina Weirather | Narciarstwo alpejskie | Supergigant kobiet | 17 lutego |

## Skład reprezentacji

### Biegi narciarskie
| Konkurencja                                         | Zawodnik      | Czas      | Strata  | Miejsce |
| --------------------------------------------------- | ------------- | --------- | ------- | ------- |
| Bieg indywidualny mężczyzn na 15 km stylem dowolnym | Martin Vögeli | 36:57,0   | +3:13,1 | 52.     |
| Bieg łączony mężczyzn na 30 km                      | Martin Vögeli | 1:26:08,2 | +9:48,2 | 59.     |

### Narciarstwo alpejskie
| Konkurencja              | Zawodnik       | Przejazd 1 | Przejazd 1 | Przejazd 2 | Przejazd 2 | Czas łączny | Miejsce |
| Konkurencja              | Zawodnik       | Czas       | Miejsce    | Czas       | Miejsce    | Czas łączny | Miejsce |
| ------------------------ | -------------- | ---------- | ---------- | ---------- | ---------- | ----------- | ------- |
| Zjazd kobiet             | Tina Weirather | —          | —          | —          | —          | 1:39,85     | 4.      |
| Supergigant kobiet       | Tina Weirather | —          | —          | —          | —          | 1:21,22     | 3.      |
| Slalom gigant kobiet     | Tina Weirather | 1:14,08    | 25.        | 1:10,14    | 17.        | 2:24,22     | 22.     |
| Zjazd mężczyzn           | Marco Pfiffner | —          | —          | —          | —          | 1:45,61     | 43.     |
| Slalom mężczyzn          | Marco Pfiffner | 51,09      | 28.        | 52,22      | 24.        | 1:43,31     | 25.     |
| Supergigant mężczyzn     | Marco Pfiffner | —          | —          | —          | —          | 1:28,57     | 36.     |
| Superkombinacja mężczyzn | Marco Pfiffner | 1:22,54    | 44.        | DNF        | DNF        | DNF         | DNF2    |